# فاطمه عبداللطیف
فاطمه عبداللطیف (۱۳۶۸- ۱۴۴۷) (فاطمه بنت ابراهیم بن احمد بن عبداللطیف معطی) محدث مصری در سدهٔ نهم هجری بود. ابن علایی و ابوهریره بن ذهبی و گروهی دیگر از علما به او اجازهٔ نقل روایت دادند. کمی به آموزش حدیث روی آورد؛ شمس‌الدین سخاوی، جزئی نزد او آموخت.